# Callistopopillia davidis
Callistopopillia davidis är en skalbaggsart som beskrevs av Leon Fairmaire 1878. Callistopopillia davidis ingår i släktet Callistopopillia och familjen Rutelidae. Inga underarter finns listade.